# Arimaa
Arimaa è un gioco da tavolo per due giocatori, che può essere giocato con i pezzi e la scacchiera degli scacchi tradizionali.

## Storia
Arimaa è stato inventato da Omar Syed, un ingegnere informatico esperto di intelligenza artificiale. Syed fu ispirato dalla sconfitta subita da Garry Kasparov contro il programma Deep Blue a progettare un nuovo gioco che per il computer fosse più difficile da giocare, ma che avesse regole abbastanza semplici da poter essere comprese da suo figlio Aamir di 4 anni. ("Arimaa" sarebbe "Aamir" letto al contrario, con l'aggiunta della "a" iniziale). Nel 2002 Syed ha pubblicato le regole di Arimaa e fissato un premio annuale di 10.000 dollari, fino al 2020, per il primo software in grado di sconfiggere uno dei migliori giocatori umani in una sfida di 6 o più partite.

## Regole
Arimaa si gioca su una scacchiera su cui sono individuate quattro caselle trappola, ovvero le caselle c3, f3, c6 e f6 (secondo la notazione algebrica usata negli scacchi). I due giocatori, Oro (“Gold”) e Argento (“Silver”), controllano ciascuno sedici pezzi: questi sono, dal più forte al più debole, un elefante, un cammello, due cavalli, due cani, due gatti e otto conigli. I pezzi possono essere rappresentati da quelli degli scacchi, e rispettivamente: il re, la regina, le torri, gli alfieri, i cavalli e i pedoni.
|    | |    |    |    |    |    |    |
|    | \| \| \| \| \| \| \| \| \| \| \| \| \| \| \| \| \| \| \| \| \| \| \| \| \| \| \| \| \| \| \| \| \| \| \| \| \| \| \| \| \| \| \| \| \| \| \| \| \| \| \| \| \| \| \| \| \| \| \| \| \| \| \| \| \| \| \| \| \| \| \| \| |    |    |    |    |    |    |
|    | |    |    |    |    |    |    |
| a8 | b8 | c8 | d8 | e8 | f8 | g8 | h8 |
| a7 | b7 | c7 | d7 | e7 | f7 | g7 | h7 |
| a6 | b6 | c6 | d6 | e6 | f6 | g6 | h6 |
| a5 | b5 | c5 | d5 | e5 | f5 | g5 | h5 |
| a4 | b4 | c4 | d4 | e4 | f4 | g4 | h4 |
| a3 | b3 | c3 | d3 | e3 | f3 | g3 | h3 |
| a2 | b2 | c2 | d2 | e2 | f2 | g2 | h2 |
| a1 | b1 | c1 | d1 | e1 | f1 | g1 | h1 |

| a8 | b8 | c8 | d8 | e8 | f8 | g8 | h8 |
| a7 | b7 | c7 | d7 | e7 | f7 | g7 | h7 |
| a6 | b6 | c6 | d6 | e6 | f6 | g6 | h6 |
| a5 | b5 | c5 | d5 | e5 | f5 | g5 | h5 |
| a4 | b4 | c4 | d4 | e4 | f4 | g4 | h4 |
| a3 | b3 | c3 | d3 | e3 | f3 | g3 | h3 |
| a2 | b2 | c2 | d2 | e2 | f2 | g2 | h2 |
| a1 | b1 | c1 | d1 | e1 | f1 | g1 | h1 |

|   | a | b | c | d | e | f | g | h |   |
| 8 | a8 pedone del nero · b8 pedone del nero · c8 pedone del nero · d8 pedone del nero · e8 pedone del nero · f8 pedone del nero · g8 pedone del nero · h8 pedone del nero · a7 torre del nero · b7 alfiere del nero · c7 cavallo del nero · d7 re del nero · e7 donna del nero · f7 alfiere del nero · g7 cavallo del nero · h7 torre del nero · c6 croce nera · f6 croce nera · c3 croce nera · f3 croce nera · a2 torre del bianco · b2 alfiere del bianco · c2 cavallo del bianco · d2 donna del bianco · e2 re del bianco · f2 pedone del bianco · g2 pedone del bianco · h2 pedone del bianco · a1 cavallo del bianco · b1 alfiere del bianco · c1 torre del bianco · d1 pedone del bianco · e1 pedone del bianco · f1 pedone del bianco · g1 pedone del bianco · h1 pedone del bianco | a8 pedone del nero · b8 pedone del nero · c8 pedone del nero · d8 pedone del nero · e8 pedone del nero · f8 pedone del nero · g8 pedone del nero · h8 pedone del nero · a7 torre del nero · b7 alfiere del nero · c7 cavallo del nero · d7 re del nero · e7 donna del nero · f7 alfiere del nero · g7 cavallo del nero · h7 torre del nero · c6 croce nera · f6 croce nera · c3 croce nera · f3 croce nera · a2 torre del bianco · b2 alfiere del bianco · c2 cavallo del bianco · d2 donna del bianco · e2 re del bianco · f2 pedone del bianco · g2 pedone del bianco · h2 pedone del bianco · a1 cavallo del bianco · b1 alfiere del bianco · c1 torre del bianco · d1 pedone del bianco · e1 pedone del bianco · f1 pedone del bianco · g1 pedone del bianco · h1 pedone del bianco | a8 pedone del nero · b8 pedone del nero · c8 pedone del nero · d8 pedone del nero · e8 pedone del nero · f8 pedone del nero · g8 pedone del nero · h8 pedone del nero · a7 torre del nero · b7 alfiere del nero · c7 cavallo del nero · d7 re del nero · e7 donna del nero · f7 alfiere del nero · g7 cavallo del nero · h7 torre del nero · c6 croce nera · f6 croce nera · c3 croce nera · f3 croce nera · a2 torre del bianco · b2 alfiere del bianco · c2 cavallo del bianco · d2 donna del bianco · e2 re del bianco · f2 pedone del bianco · g2 pedone del bianco · h2 pedone del bianco · a1 cavallo del bianco · b1 alfiere del bianco · c1 torre del bianco · d1 pedone del bianco · e1 pedone del bianco · f1 pedone del bianco · g1 pedone del bianco · h1 pedone del bianco | a8 pedone del nero · b8 pedone del nero · c8 pedone del nero · d8 pedone del nero · e8 pedone del nero · f8 pedone del nero · g8 pedone del nero · h8 pedone del nero · a7 torre del nero · b7 alfiere del nero · c7 cavallo del nero · d7 re del nero · e7 donna del nero · f7 alfiere del nero · g7 cavallo del nero · h7 torre del nero · c6 croce nera · f6 croce nera · c3 croce nera · f3 croce nera · a2 torre del bianco · b2 alfiere del bianco · c2 cavallo del bianco · d2 donna del bianco · e2 re del bianco · f2 pedone del bianco · g2 pedone del bianco · h2 pedone del bianco · a1 cavallo del bianco · b1 alfiere del bianco · c1 torre del bianco · d1 pedone del bianco · e1 pedone del bianco · f1 pedone del bianco · g1 pedone del bianco · h1 pedone del bianco | a8 pedone del nero · b8 pedone del nero · c8 pedone del nero · d8 pedone del nero · e8 pedone del nero · f8 pedone del nero · g8 pedone del nero · h8 pedone del nero · a7 torre del nero · b7 alfiere del nero · c7 cavallo del nero · d7 re del nero · e7 donna del nero · f7 alfiere del nero · g7 cavallo del nero · h7 torre del nero · c6 croce nera · f6 croce nera · c3 croce nera · f3 croce nera · a2 torre del bianco · b2 alfiere del bianco · c2 cavallo del bianco · d2 donna del bianco · e2 re del bianco · f2 pedone del bianco · g2 pedone del bianco · h2 pedone del bianco · a1 cavallo del bianco · b1 alfiere del bianco · c1 torre del bianco · d1 pedone del bianco · e1 pedone del bianco · f1 pedone del bianco · g1 pedone del bianco · h1 pedone del bianco | a8 pedone del nero · b8 pedone del nero · c8 pedone del nero · d8 pedone del nero · e8 pedone del nero · f8 pedone del nero · g8 pedone del nero · h8 pedone del nero · a7 torre del nero · b7 alfiere del nero · c7 cavallo del nero · d7 re del nero · e7 donna del nero · f7 alfiere del nero · g7 cavallo del nero · h7 torre del nero · c6 croce nera · f6 croce nera · c3 croce nera · f3 croce nera · a2 torre del bianco · b2 alfiere del bianco · c2 cavallo del bianco · d2 donna del bianco · e2 re del bianco · f2 pedone del bianco · g2 pedone del bianco · h2 pedone del bianco · a1 cavallo del bianco · b1 alfiere del bianco · c1 torre del bianco · d1 pedone del bianco · e1 pedone del bianco · f1 pedone del bianco · g1 pedone del bianco · h1 pedone del bianco | a8 pedone del nero · b8 pedone del nero · c8 pedone del nero · d8 pedone del nero · e8 pedone del nero · f8 pedone del nero · g8 pedone del nero · h8 pedone del nero · a7 torre del nero · b7 alfiere del nero · c7 cavallo del nero · d7 re del nero · e7 donna del nero · f7 alfiere del nero · g7 cavallo del nero · h7 torre del nero · c6 croce nera · f6 croce nera · c3 croce nera · f3 croce nera · a2 torre del bianco · b2 alfiere del bianco · c2 cavallo del bianco · d2 donna del bianco · e2 re del bianco · f2 pedone del bianco · g2 pedone del bianco · h2 pedone del bianco · a1 cavallo del bianco · b1 alfiere del bianco · c1 torre del bianco · d1 pedone del bianco · e1 pedone del bianco · f1 pedone del bianco · g1 pedone del bianco · h1 pedone del bianco | a8 pedone del nero · b8 pedone del nero · c8 pedone del nero · d8 pedone del nero · e8 pedone del nero · f8 pedone del nero · g8 pedone del nero · h8 pedone del nero · a7 torre del nero · b7 alfiere del nero · c7 cavallo del nero · d7 re del nero · e7 donna del nero · f7 alfiere del nero · g7 cavallo del nero · h7 torre del nero · c6 croce nera · f6 croce nera · c3 croce nera · f3 croce nera · a2 torre del bianco · b2 alfiere del bianco · c2 cavallo del bianco · d2 donna del bianco · e2 re del bianco · f2 pedone del bianco · g2 pedone del bianco · h2 pedone del bianco · a1 cavallo del bianco · b1 alfiere del bianco · c1 torre del bianco · d1 pedone del bianco · e1 pedone del bianco · f1 pedone del bianco · g1 pedone del bianco · h1 pedone del bianco | 8 |
| 7 | a8 pedone del nero · b8 pedone del nero · c8 pedone del nero · d8 pedone del nero · e8 pedone del nero · f8 pedone del nero · g8 pedone del nero · h8 pedone del nero · a7 torre del nero · b7 alfiere del nero · c7 cavallo del nero · d7 re del nero · e7 donna del nero · f7 alfiere del nero · g7 cavallo del nero · h7 torre del nero · c6 croce nera · f6 croce nera · c3 croce nera · f3 croce nera · a2 torre del bianco · b2 alfiere del bianco · c2 cavallo del bianco · d2 donna del bianco · e2 re del bianco · f2 pedone del bianco · g2 pedone del bianco · h2 pedone del bianco · a1 cavallo del bianco · b1 alfiere del bianco · c1 torre del bianco · d1 pedone del bianco · e1 pedone del bianco · f1 pedone del bianco · g1 pedone del bianco · h1 pedone del bianco | a8 pedone del nero · b8 pedone del nero · c8 pedone del nero · d8 pedone del nero · e8 pedone del nero · f8 pedone del nero · g8 pedone del nero · h8 pedone del nero · a7 torre del nero · b7 alfiere del nero · c7 cavallo del nero · d7 re del nero · e7 donna del nero · f7 alfiere del nero · g7 cavallo del nero · h7 torre del nero · c6 croce nera · f6 croce nera · c3 croce nera · f3 croce nera · a2 torre del bianco · b2 alfiere del bianco · c2 cavallo del bianco · d2 donna del bianco · e2 re del bianco · f2 pedone del bianco · g2 pedone del bianco · h2 pedone del bianco · a1 cavallo del bianco · b1 alfiere del bianco · c1 torre del bianco · d1 pedone del bianco · e1 pedone del bianco · f1 pedone del bianco · g1 pedone del bianco · h1 pedone del bianco | a8 pedone del nero · b8 pedone del nero · c8 pedone del nero · d8 pedone del nero · e8 pedone del nero · f8 pedone del nero · g8 pedone del nero · h8 pedone del nero · a7 torre del nero · b7 alfiere del nero · c7 cavallo del nero · d7 re del nero · e7 donna del nero · f7 alfiere del nero · g7 cavallo del nero · h7 torre del nero · c6 croce nera · f6 croce nera · c3 croce nera · f3 croce nera · a2 torre del bianco · b2 alfiere del bianco · c2 cavallo del bianco · d2 donna del bianco · e2 re del bianco · f2 pedone del bianco · g2 pedone del bianco · h2 pedone del bianco · a1 cavallo del bianco · b1 alfiere del bianco · c1 torre del bianco · d1 pedone del bianco · e1 pedone del bianco · f1 pedone del bianco · g1 pedone del bianco · h1 pedone del bianco | a8 pedone del nero · b8 pedone del nero · c8 pedone del nero · d8 pedone del nero · e8 pedone del nero · f8 pedone del nero · g8 pedone del nero · h8 pedone del nero · a7 torre del nero · b7 alfiere del nero · c7 cavallo del nero · d7 re del nero · e7 donna del nero · f7 alfiere del nero · g7 cavallo del nero · h7 torre del nero · c6 croce nera · f6 croce nera · c3 croce nera · f3 croce nera · a2 torre del bianco · b2 alfiere del bianco · c2 cavallo del bianco · d2 donna del bianco · e2 re del bianco · f2 pedone del bianco · g2 pedone del bianco · h2 pedone del bianco · a1 cavallo del bianco · b1 alfiere del bianco · c1 torre del bianco · d1 pedone del bianco · e1 pedone del bianco · f1 pedone del bianco · g1 pedone del bianco · h1 pedone del bianco | a8 pedone del nero · b8 pedone del nero · c8 pedone del nero · d8 pedone del nero · e8 pedone del nero · f8 pedone del nero · g8 pedone del nero · h8 pedone del nero · a7 torre del nero · b7 alfiere del nero · c7 cavallo del nero · d7 re del nero · e7 donna del nero · f7 alfiere del nero · g7 cavallo del nero · h7 torre del nero · c6 croce nera · f6 croce nera · c3 croce nera · f3 croce nera · a2 torre del bianco · b2 alfiere del bianco · c2 cavallo del bianco · d2 donna del bianco · e2 re del bianco · f2 pedone del bianco · g2 pedone del bianco · h2 pedone del bianco · a1 cavallo del bianco · b1 alfiere del bianco · c1 torre del bianco · d1 pedone del bianco · e1 pedone del bianco · f1 pedone del bianco · g1 pedone del bianco · h1 pedone del bianco | a8 pedone del nero · b8 pedone del nero · c8 pedone del nero · d8 pedone del nero · e8 pedone del nero · f8 pedone del nero · g8 pedone del nero · h8 pedone del nero · a7 torre del nero · b7 alfiere del nero · c7 cavallo del nero · d7 re del nero · e7 donna del nero · f7 alfiere del nero · g7 cavallo del nero · h7 torre del nero · c6 croce nera · f6 croce nera · c3 croce nera · f3 croce nera · a2 torre del bianco · b2 alfiere del bianco · c2 cavallo del bianco · d2 donna del bianco · e2 re del bianco · f2 pedone del bianco · g2 pedone del bianco · h2 pedone del bianco · a1 cavallo del bianco · b1 alfiere del bianco · c1 torre del bianco · d1 pedone del bianco · e1 pedone del bianco · f1 pedone del bianco · g1 pedone del bianco · h1 pedone del bianco | a8 pedone del nero · b8 pedone del nero · c8 pedone del nero · d8 pedone del nero · e8 pedone del nero · f8 pedone del nero · g8 pedone del nero · h8 pedone del nero · a7 torre del nero · b7 alfiere del nero · c7 cavallo del nero · d7 re del nero · e7 donna del nero · f7 alfiere del nero · g7 cavallo del nero · h7 torre del nero · c6 croce nera · f6 croce nera · c3 croce nera · f3 croce nera · a2 torre del bianco · b2 alfiere del bianco · c2 cavallo del bianco · d2 donna del bianco · e2 re del bianco · f2 pedone del bianco · g2 pedone del bianco · h2 pedone del bianco · a1 cavallo del bianco · b1 alfiere del bianco · c1 torre del bianco · d1 pedone del bianco · e1 pedone del bianco · f1 pedone del bianco · g1 pedone del bianco · h1 pedone del bianco | a8 pedone del nero · b8 pedone del nero · c8 pedone del nero · d8 pedone del nero · e8 pedone del nero · f8 pedone del nero · g8 pedone del nero · h8 pedone del nero · a7 torre del nero · b7 alfiere del nero · c7 cavallo del nero · d7 re del nero · e7 donna del nero · f7 alfiere del nero · g7 cavallo del nero · h7 torre del nero · c6 croce nera · f6 croce nera · c3 croce nera · f3 croce nera · a2 torre del bianco · b2 alfiere del bianco · c2 cavallo del bianco · d2 donna del bianco · e2 re del bianco · f2 pedone del bianco · g2 pedone del bianco · h2 pedone del bianco · a1 cavallo del bianco · b1 alfiere del bianco · c1 torre del bianco · d1 pedone del bianco · e1 pedone del bianco · f1 pedone del bianco · g1 pedone del bianco · h1 pedone del bianco | 7 |
| 6 | a8 pedone del nero · b8 pedone del nero · c8 pedone del nero · d8 pedone del nero · e8 pedone del nero · f8 pedone del nero · g8 pedone del nero · h8 pedone del nero · a7 torre del nero · b7 alfiere del nero · c7 cavallo del nero · d7 re del nero · e7 donna del nero · f7 alfiere del nero · g7 cavallo del nero · h7 torre del nero · c6 croce nera · f6 croce nera · c3 croce nera · f3 croce nera · a2 torre del bianco · b2 alfiere del bianco · c2 cavallo del bianco · d2 donna del bianco · e2 re del bianco · f2 pedone del bianco · g2 pedone del bianco · h2 pedone del bianco · a1 cavallo del bianco · b1 alfiere del bianco · c1 torre del bianco · d1 pedone del bianco · e1 pedone del bianco · f1 pedone del bianco · g1 pedone del bianco · h1 pedone del bianco | a8 pedone del nero · b8 pedone del nero · c8 pedone del nero · d8 pedone del nero · e8 pedone del nero · f8 pedone del nero · g8 pedone del nero · h8 pedone del nero · a7 torre del nero · b7 alfiere del nero · c7 cavallo del nero · d7 re del nero · e7 donna del nero · f7 alfiere del nero · g7 cavallo del nero · h7 torre del nero · c6 croce nera · f6 croce nera · c3 croce nera · f3 croce nera · a2 torre del bianco · b2 alfiere del bianco · c2 cavallo del bianco · d2 donna del bianco · e2 re del bianco · f2 pedone del bianco · g2 pedone del bianco · h2 pedone del bianco · a1 cavallo del bianco · b1 alfiere del bianco · c1 torre del bianco · d1 pedone del bianco · e1 pedone del bianco · f1 pedone del bianco · g1 pedone del bianco · h1 pedone del bianco | a8 pedone del nero · b8 pedone del nero · c8 pedone del nero · d8 pedone del nero · e8 pedone del nero · f8 pedone del nero · g8 pedone del nero · h8 pedone del nero · a7 torre del nero · b7 alfiere del nero · c7 cavallo del nero · d7 re del nero · e7 donna del nero · f7 alfiere del nero · g7 cavallo del nero · h7 torre del nero · c6 croce nera · f6 croce nera · c3 croce nera · f3 croce nera · a2 torre del bianco · b2 alfiere del bianco · c2 cavallo del bianco · d2 donna del bianco · e2 re del bianco · f2 pedone del bianco · g2 pedone del bianco · h2 pedone del bianco · a1 cavallo del bianco · b1 alfiere del bianco · c1 torre del bianco · d1 pedone del bianco · e1 pedone del bianco · f1 pedone del bianco · g1 pedone del bianco · h1 pedone del bianco | a8 pedone del nero · b8 pedone del nero · c8 pedone del nero · d8 pedone del nero · e8 pedone del nero · f8 pedone del nero · g8 pedone del nero · h8 pedone del nero · a7 torre del nero · b7 alfiere del nero · c7 cavallo del nero · d7 re del nero · e7 donna del nero · f7 alfiere del nero · g7 cavallo del nero · h7 torre del nero · c6 croce nera · f6 croce nera · c3 croce nera · f3 croce nera · a2 torre del bianco · b2 alfiere del bianco · c2 cavallo del bianco · d2 donna del bianco · e2 re del bianco · f2 pedone del bianco · g2 pedone del bianco · h2 pedone del bianco · a1 cavallo del bianco · b1 alfiere del bianco · c1 torre del bianco · d1 pedone del bianco · e1 pedone del bianco · f1 pedone del bianco · g1 pedone del bianco · h1 pedone del bianco | a8 pedone del nero · b8 pedone del nero · c8 pedone del nero · d8 pedone del nero · e8 pedone del nero · f8 pedone del nero · g8 pedone del nero · h8 pedone del nero · a7 torre del nero · b7 alfiere del nero · c7 cavallo del nero · d7 re del nero · e7 donna del nero · f7 alfiere del nero · g7 cavallo del nero · h7 torre del nero · c6 croce nera · f6 croce nera · c3 croce nera · f3 croce nera · a2 torre del bianco · b2 alfiere del bianco · c2 cavallo del bianco · d2 donna del bianco · e2 re del bianco · f2 pedone del bianco · g2 pedone del bianco · h2 pedone del bianco · a1 cavallo del bianco · b1 alfiere del bianco · c1 torre del bianco · d1 pedone del bianco · e1 pedone del bianco · f1 pedone del bianco · g1 pedone del bianco · h1 pedone del bianco | a8 pedone del nero · b8 pedone del nero · c8 pedone del nero · d8 pedone del nero · e8 pedone del nero · f8 pedone del nero · g8 pedone del nero · h8 pedone del nero · a7 torre del nero · b7 alfiere del nero · c7 cavallo del nero · d7 re del nero · e7 donna del nero · f7 alfiere del nero · g7 cavallo del nero · h7 torre del nero · c6 croce nera · f6 croce nera · c3 croce nera · f3 croce nera · a2 torre del bianco · b2 alfiere del bianco · c2 cavallo del bianco · d2 donna del bianco · e2 re del bianco · f2 pedone del bianco · g2 pedone del bianco · h2 pedone del bianco · a1 cavallo del bianco · b1 alfiere del bianco · c1 torre del bianco · d1 pedone del bianco · e1 pedone del bianco · f1 pedone del bianco · g1 pedone del bianco · h1 pedone del bianco | a8 pedone del nero · b8 pedone del nero · c8 pedone del nero · d8 pedone del nero · e8 pedone del nero · f8 pedone del nero · g8 pedone del nero · h8 pedone del nero · a7 torre del nero · b7 alfiere del nero · c7 cavallo del nero · d7 re del nero · e7 donna del nero · f7 alfiere del nero · g7 cavallo del nero · h7 torre del nero · c6 croce nera · f6 croce nera · c3 croce nera · f3 croce nera · a2 torre del bianco · b2 alfiere del bianco · c2 cavallo del bianco · d2 donna del bianco · e2 re del bianco · f2 pedone del bianco · g2 pedone del bianco · h2 pedone del bianco · a1 cavallo del bianco · b1 alfiere del bianco · c1 torre del bianco · d1 pedone del bianco · e1 pedone del bianco · f1 pedone del bianco · g1 pedone del bianco · h1 pedone del bianco | a8 pedone del nero · b8 pedone del nero · c8 pedone del nero · d8 pedone del nero · e8 pedone del nero · f8 pedone del nero · g8 pedone del nero · h8 pedone del nero · a7 torre del nero · b7 alfiere del nero · c7 cavallo del nero · d7 re del nero · e7 donna del nero · f7 alfiere del nero · g7 cavallo del nero · h7 torre del nero · c6 croce nera · f6 croce nera · c3 croce nera · f3 croce nera · a2 torre del bianco · b2 alfiere del bianco · c2 cavallo del bianco · d2 donna del bianco · e2 re del bianco · f2 pedone del bianco · g2 pedone del bianco · h2 pedone del bianco · a1 cavallo del bianco · b1 alfiere del bianco · c1 torre del bianco · d1 pedone del bianco · e1 pedone del bianco · f1 pedone del bianco · g1 pedone del bianco · h1 pedone del bianco | 6 |
| 5 | a8 pedone del nero · b8 pedone del nero · c8 pedone del nero · d8 pedone del nero · e8 pedone del nero · f8 pedone del nero · g8 pedone del nero · h8 pedone del nero · a7 torre del nero · b7 alfiere del nero · c7 cavallo del nero · d7 re del nero · e7 donna del nero · f7 alfiere del nero · g7 cavallo del nero · h7 torre del nero · c6 croce nera · f6 croce nera · c3 croce nera · f3 croce nera · a2 torre del bianco · b2 alfiere del bianco · c2 cavallo del bianco · d2 donna del bianco · e2 re del bianco · f2 pedone del bianco · g2 pedone del bianco · h2 pedone del bianco · a1 cavallo del bianco · b1 alfiere del bianco · c1 torre del bianco · d1 pedone del bianco · e1 pedone del bianco · f1 pedone del bianco · g1 pedone del bianco · h1 pedone del bianco | a8 pedone del nero · b8 pedone del nero · c8 pedone del nero · d8 pedone del nero · e8 pedone del nero · f8 pedone del nero · g8 pedone del nero · h8 pedone del nero · a7 torre del nero · b7 alfiere del nero · c7 cavallo del nero · d7 re del nero · e7 donna del nero · f7 alfiere del nero · g7 cavallo del nero · h7 torre del nero · c6 croce nera · f6 croce nera · c3 croce nera · f3 croce nera · a2 torre del bianco · b2 alfiere del bianco · c2 cavallo del bianco · d2 donna del bianco · e2 re del bianco · f2 pedone del bianco · g2 pedone del bianco · h2 pedone del bianco · a1 cavallo del bianco · b1 alfiere del bianco · c1 torre del bianco · d1 pedone del bianco · e1 pedone del bianco · f1 pedone del bianco · g1 pedone del bianco · h1 pedone del bianco | a8 pedone del nero · b8 pedone del nero · c8 pedone del nero · d8 pedone del nero · e8 pedone del nero · f8 pedone del nero · g8 pedone del nero · h8 pedone del nero · a7 torre del nero · b7 alfiere del nero · c7 cavallo del nero · d7 re del nero · e7 donna del nero · f7 alfiere del nero · g7 cavallo del nero · h7 torre del nero · c6 croce nera · f6 croce nera · c3 croce nera · f3 croce nera · a2 torre del bianco · b2 alfiere del bianco · c2 cavallo del bianco · d2 donna del bianco · e2 re del bianco · f2 pedone del bianco · g2 pedone del bianco · h2 pedone del bianco · a1 cavallo del bianco · b1 alfiere del bianco · c1 torre del bianco · d1 pedone del bianco · e1 pedone del bianco · f1 pedone del bianco · g1 pedone del bianco · h1 pedone del bianco | a8 pedone del nero · b8 pedone del nero · c8 pedone del nero · d8 pedone del nero · e8 pedone del nero · f8 pedone del nero · g8 pedone del nero · h8 pedone del nero · a7 torre del nero · b7 alfiere del nero · c7 cavallo del nero · d7 re del nero · e7 donna del nero · f7 alfiere del nero · g7 cavallo del nero · h7 torre del nero · c6 croce nera · f6 croce nera · c3 croce nera · f3 croce nera · a2 torre del bianco · b2 alfiere del bianco · c2 cavallo del bianco · d2 donna del bianco · e2 re del bianco · f2 pedone del bianco · g2 pedone del bianco · h2 pedone del bianco · a1 cavallo del bianco · b1 alfiere del bianco · c1 torre del bianco · d1 pedone del bianco · e1 pedone del bianco · f1 pedone del bianco · g1 pedone del bianco · h1 pedone del bianco | a8 pedone del nero · b8 pedone del nero · c8 pedone del nero · d8 pedone del nero · e8 pedone del nero · f8 pedone del nero · g8 pedone del nero · h8 pedone del nero · a7 torre del nero · b7 alfiere del nero · c7 cavallo del nero · d7 re del nero · e7 donna del nero · f7 alfiere del nero · g7 cavallo del nero · h7 torre del nero · c6 croce nera · f6 croce nera · c3 croce nera · f3 croce nera · a2 torre del bianco · b2 alfiere del bianco · c2 cavallo del bianco · d2 donna del bianco · e2 re del bianco · f2 pedone del bianco · g2 pedone del bianco · h2 pedone del bianco · a1 cavallo del bianco · b1 alfiere del bianco · c1 torre del bianco · d1 pedone del bianco · e1 pedone del bianco · f1 pedone del bianco · g1 pedone del bianco · h1 pedone del bianco | a8 pedone del nero · b8 pedone del nero · c8 pedone del nero · d8 pedone del nero · e8 pedone del nero · f8 pedone del nero · g8 pedone del nero · h8 pedone del nero · a7 torre del nero · b7 alfiere del nero · c7 cavallo del nero · d7 re del nero · e7 donna del nero · f7 alfiere del nero · g7 cavallo del nero · h7 torre del nero · c6 croce nera · f6 croce nera · c3 croce nera · f3 croce nera · a2 torre del bianco · b2 alfiere del bianco · c2 cavallo del bianco · d2 donna del bianco · e2 re del bianco · f2 pedone del bianco · g2 pedone del bianco · h2 pedone del bianco · a1 cavallo del bianco · b1 alfiere del bianco · c1 torre del bianco · d1 pedone del bianco · e1 pedone del bianco · f1 pedone del bianco · g1 pedone del bianco · h1 pedone del bianco | a8 pedone del nero · b8 pedone del nero · c8 pedone del nero · d8 pedone del nero · e8 pedone del nero · f8 pedone del nero · g8 pedone del nero · h8 pedone del nero · a7 torre del nero · b7 alfiere del nero · c7 cavallo del nero · d7 re del nero · e7 donna del nero · f7 alfiere del nero · g7 cavallo del nero · h7 torre del nero · c6 croce nera · f6 croce nera · c3 croce nera · f3 croce nera · a2 torre del bianco · b2 alfiere del bianco · c2 cavallo del bianco · d2 donna del bianco · e2 re del bianco · f2 pedone del bianco · g2 pedone del bianco · h2 pedone del bianco · a1 cavallo del bianco · b1 alfiere del bianco · c1 torre del bianco · d1 pedone del bianco · e1 pedone del bianco · f1 pedone del bianco · g1 pedone del bianco · h1 pedone del bianco | a8 pedone del nero · b8 pedone del nero · c8 pedone del nero · d8 pedone del nero · e8 pedone del nero · f8 pedone del nero · g8 pedone del nero · h8 pedone del nero · a7 torre del nero · b7 alfiere del nero · c7 cavallo del nero · d7 re del nero · e7 donna del nero · f7 alfiere del nero · g7 cavallo del nero · h7 torre del nero · c6 croce nera · f6 croce nera · c3 croce nera · f3 croce nera · a2 torre del bianco · b2 alfiere del bianco · c2 cavallo del bianco · d2 donna del bianco · e2 re del bianco · f2 pedone del bianco · g2 pedone del bianco · h2 pedone del bianco · a1 cavallo del bianco · b1 alfiere del bianco · c1 torre del bianco · d1 pedone del bianco · e1 pedone del bianco · f1 pedone del bianco · g1 pedone del bianco · h1 pedone del bianco | 5 |
| 4 | a8 pedone del nero · b8 pedone del nero · c8 pedone del nero · d8 pedone del nero · e8 pedone del nero · f8 pedone del nero · g8 pedone del nero · h8 pedone del nero · a7 torre del nero · b7 alfiere del nero · c7 cavallo del nero · d7 re del nero · e7 donna del nero · f7 alfiere del nero · g7 cavallo del nero · h7 torre del nero · c6 croce nera · f6 croce nera · c3 croce nera · f3 croce nera · a2 torre del bianco · b2 alfiere del bianco · c2 cavallo del bianco · d2 donna del bianco · e2 re del bianco · f2 pedone del bianco · g2 pedone del bianco · h2 pedone del bianco · a1 cavallo del bianco · b1 alfiere del bianco · c1 torre del bianco · d1 pedone del bianco · e1 pedone del bianco · f1 pedone del bianco · g1 pedone del bianco · h1 pedone del bianco | a8 pedone del nero · b8 pedone del nero · c8 pedone del nero · d8 pedone del nero · e8 pedone del nero · f8 pedone del nero · g8 pedone del nero · h8 pedone del nero · a7 torre del nero · b7 alfiere del nero · c7 cavallo del nero · d7 re del nero · e7 donna del nero · f7 alfiere del nero · g7 cavallo del nero · h7 torre del nero · c6 croce nera · f6 croce nera · c3 croce nera · f3 croce nera · a2 torre del bianco · b2 alfiere del bianco · c2 cavallo del bianco · d2 donna del bianco · e2 re del bianco · f2 pedone del bianco · g2 pedone del bianco · h2 pedone del bianco · a1 cavallo del bianco · b1 alfiere del bianco · c1 torre del bianco · d1 pedone del bianco · e1 pedone del bianco · f1 pedone del bianco · g1 pedone del bianco · h1 pedone del bianco | a8 pedone del nero · b8 pedone del nero · c8 pedone del nero · d8 pedone del nero · e8 pedone del nero · f8 pedone del nero · g8 pedone del nero · h8 pedone del nero · a7 torre del nero · b7 alfiere del nero · c7 cavallo del nero · d7 re del nero · e7 donna del nero · f7 alfiere del nero · g7 cavallo del nero · h7 torre del nero · c6 croce nera · f6 croce nera · c3 croce nera · f3 croce nera · a2 torre del bianco · b2 alfiere del bianco · c2 cavallo del bianco · d2 donna del bianco · e2 re del bianco · f2 pedone del bianco · g2 pedone del bianco · h2 pedone del bianco · a1 cavallo del bianco · b1 alfiere del bianco · c1 torre del bianco · d1 pedone del bianco · e1 pedone del bianco · f1 pedone del bianco · g1 pedone del bianco · h1 pedone del bianco | a8 pedone del nero · b8 pedone del nero · c8 pedone del nero · d8 pedone del nero · e8 pedone del nero · f8 pedone del nero · g8 pedone del nero · h8 pedone del nero · a7 torre del nero · b7 alfiere del nero · c7 cavallo del nero · d7 re del nero · e7 donna del nero · f7 alfiere del nero · g7 cavallo del nero · h7 torre del nero · c6 croce nera · f6 croce nera · c3 croce nera · f3 croce nera · a2 torre del bianco · b2 alfiere del bianco · c2 cavallo del bianco · d2 donna del bianco · e2 re del bianco · f2 pedone del bianco · g2 pedone del bianco · h2 pedone del bianco · a1 cavallo del bianco · b1 alfiere del bianco · c1 torre del bianco · d1 pedone del bianco · e1 pedone del bianco · f1 pedone del bianco · g1 pedone del bianco · h1 pedone del bianco | a8 pedone del nero · b8 pedone del nero · c8 pedone del nero · d8 pedone del nero · e8 pedone del nero · f8 pedone del nero · g8 pedone del nero · h8 pedone del nero · a7 torre del nero · b7 alfiere del nero · c7 cavallo del nero · d7 re del nero · e7 donna del nero · f7 alfiere del nero · g7 cavallo del nero · h7 torre del nero · c6 croce nera · f6 croce nera · c3 croce nera · f3 croce nera · a2 torre del bianco · b2 alfiere del bianco · c2 cavallo del bianco · d2 donna del bianco · e2 re del bianco · f2 pedone del bianco · g2 pedone del bianco · h2 pedone del bianco · a1 cavallo del bianco · b1 alfiere del bianco · c1 torre del bianco · d1 pedone del bianco · e1 pedone del bianco · f1 pedone del bianco · g1 pedone del bianco · h1 pedone del bianco | a8 pedone del nero · b8 pedone del nero · c8 pedone del nero · d8 pedone del nero · e8 pedone del nero · f8 pedone del nero · g8 pedone del nero · h8 pedone del nero · a7 torre del nero · b7 alfiere del nero · c7 cavallo del nero · d7 re del nero · e7 donna del nero · f7 alfiere del nero · g7 cavallo del nero · h7 torre del nero · c6 croce nera · f6 croce nera · c3 croce nera · f3 croce nera · a2 torre del bianco · b2 alfiere del bianco · c2 cavallo del bianco · d2 donna del bianco · e2 re del bianco · f2 pedone del bianco · g2 pedone del bianco · h2 pedone del bianco · a1 cavallo del bianco · b1 alfiere del bianco · c1 torre del bianco · d1 pedone del bianco · e1 pedone del bianco · f1 pedone del bianco · g1 pedone del bianco · h1 pedone del bianco | a8 pedone del nero · b8 pedone del nero · c8 pedone del nero · d8 pedone del nero · e8 pedone del nero · f8 pedone del nero · g8 pedone del nero · h8 pedone del nero · a7 torre del nero · b7 alfiere del nero · c7 cavallo del nero · d7 re del nero · e7 donna del nero · f7 alfiere del nero · g7 cavallo del nero · h7 torre del nero · c6 croce nera · f6 croce nera · c3 croce nera · f3 croce nera · a2 torre del bianco · b2 alfiere del bianco · c2 cavallo del bianco · d2 donna del bianco · e2 re del bianco · f2 pedone del bianco · g2 pedone del bianco · h2 pedone del bianco · a1 cavallo del bianco · b1 alfiere del bianco · c1 torre del bianco · d1 pedone del bianco · e1 pedone del bianco · f1 pedone del bianco · g1 pedone del bianco · h1 pedone del bianco | a8 pedone del nero · b8 pedone del nero · c8 pedone del nero · d8 pedone del nero · e8 pedone del nero · f8 pedone del nero · g8 pedone del nero · h8 pedone del nero · a7 torre del nero · b7 alfiere del nero · c7 cavallo del nero · d7 re del nero · e7 donna del nero · f7 alfiere del nero · g7 cavallo del nero · h7 torre del nero · c6 croce nera · f6 croce nera · c3 croce nera · f3 croce nera · a2 torre del bianco · b2 alfiere del bianco · c2 cavallo del bianco · d2 donna del bianco · e2 re del bianco · f2 pedone del bianco · g2 pedone del bianco · h2 pedone del bianco · a1 cavallo del bianco · b1 alfiere del bianco · c1 torre del bianco · d1 pedone del bianco · e1 pedone del bianco · f1 pedone del bianco · g1 pedone del bianco · h1 pedone del bianco | 4 |
| 3 | a8 pedone del nero · b8 pedone del nero · c8 pedone del nero · d8 pedone del nero · e8 pedone del nero · f8 pedone del nero · g8 pedone del nero · h8 pedone del nero · a7 torre del nero · b7 alfiere del nero · c7 cavallo del nero · d7 re del nero · e7 donna del nero · f7 alfiere del nero · g7 cavallo del nero · h7 torre del nero · c6 croce nera · f6 croce nera · c3 croce nera · f3 croce nera · a2 torre del bianco · b2 alfiere del bianco · c2 cavallo del bianco · d2 donna del bianco · e2 re del bianco · f2 pedone del bianco · g2 pedone del bianco · h2 pedone del bianco · a1 cavallo del bianco · b1 alfiere del bianco · c1 torre del bianco · d1 pedone del bianco · e1 pedone del bianco · f1 pedone del bianco · g1 pedone del bianco · h1 pedone del bianco | a8 pedone del nero · b8 pedone del nero · c8 pedone del nero · d8 pedone del nero · e8 pedone del nero · f8 pedone del nero · g8 pedone del nero · h8 pedone del nero · a7 torre del nero · b7 alfiere del nero · c7 cavallo del nero · d7 re del nero · e7 donna del nero · f7 alfiere del nero · g7 cavallo del nero · h7 torre del nero · c6 croce nera · f6 croce nera · c3 croce nera · f3 croce nera · a2 torre del bianco · b2 alfiere del bianco · c2 cavallo del bianco · d2 donna del bianco · e2 re del bianco · f2 pedone del bianco · g2 pedone del bianco · h2 pedone del bianco · a1 cavallo del bianco · b1 alfiere del bianco · c1 torre del bianco · d1 pedone del bianco · e1 pedone del bianco · f1 pedone del bianco · g1 pedone del bianco · h1 pedone del bianco | a8 pedone del nero · b8 pedone del nero · c8 pedone del nero · d8 pedone del nero · e8 pedone del nero · f8 pedone del nero · g8 pedone del nero · h8 pedone del nero · a7 torre del nero · b7 alfiere del nero · c7 cavallo del nero · d7 re del nero · e7 donna del nero · f7 alfiere del nero · g7 cavallo del nero · h7 torre del nero · c6 croce nera · f6 croce nera · c3 croce nera · f3 croce nera · a2 torre del bianco · b2 alfiere del bianco · c2 cavallo del bianco · d2 donna del bianco · e2 re del bianco · f2 pedone del bianco · g2 pedone del bianco · h2 pedone del bianco · a1 cavallo del bianco · b1 alfiere del bianco · c1 torre del bianco · d1 pedone del bianco · e1 pedone del bianco · f1 pedone del bianco · g1 pedone del bianco · h1 pedone del bianco | a8 pedone del nero · b8 pedone del nero · c8 pedone del nero · d8 pedone del nero · e8 pedone del nero · f8 pedone del nero · g8 pedone del nero · h8 pedone del nero · a7 torre del nero · b7 alfiere del nero · c7 cavallo del nero · d7 re del nero · e7 donna del nero · f7 alfiere del nero · g7 cavallo del nero · h7 torre del nero · c6 croce nera · f6 croce nera · c3 croce nera · f3 croce nera · a2 torre del bianco · b2 alfiere del bianco · c2 cavallo del bianco · d2 donna del bianco · e2 re del bianco · f2 pedone del bianco · g2 pedone del bianco · h2 pedone del bianco · a1 cavallo del bianco · b1 alfiere del bianco · c1 torre del bianco · d1 pedone del bianco · e1 pedone del bianco · f1 pedone del bianco · g1 pedone del bianco · h1 pedone del bianco | a8 pedone del nero · b8 pedone del nero · c8 pedone del nero · d8 pedone del nero · e8 pedone del nero · f8 pedone del nero · g8 pedone del nero · h8 pedone del nero · a7 torre del nero · b7 alfiere del nero · c7 cavallo del nero · d7 re del nero · e7 donna del nero · f7 alfiere del nero · g7 cavallo del nero · h7 torre del nero · c6 croce nera · f6 croce nera · c3 croce nera · f3 croce nera · a2 torre del bianco · b2 alfiere del bianco · c2 cavallo del bianco · d2 donna del bianco · e2 re del bianco · f2 pedone del bianco · g2 pedone del bianco · h2 pedone del bianco · a1 cavallo del bianco · b1 alfiere del bianco · c1 torre del bianco · d1 pedone del bianco · e1 pedone del bianco · f1 pedone del bianco · g1 pedone del bianco · h1 pedone del bianco | a8 pedone del nero · b8 pedone del nero · c8 pedone del nero · d8 pedone del nero · e8 pedone del nero · f8 pedone del nero · g8 pedone del nero · h8 pedone del nero · a7 torre del nero · b7 alfiere del nero · c7 cavallo del nero · d7 re del nero · e7 donna del nero · f7 alfiere del nero · g7 cavallo del nero · h7 torre del nero · c6 croce nera · f6 croce nera · c3 croce nera · f3 croce nera · a2 torre del bianco · b2 alfiere del bianco · c2 cavallo del bianco · d2 donna del bianco · e2 re del bianco · f2 pedone del bianco · g2 pedone del bianco · h2 pedone del bianco · a1 cavallo del bianco · b1 alfiere del bianco · c1 torre del bianco · d1 pedone del bianco · e1 pedone del bianco · f1 pedone del bianco · g1 pedone del bianco · h1 pedone del bianco | a8 pedone del nero · b8 pedone del nero · c8 pedone del nero · d8 pedone del nero · e8 pedone del nero · f8 pedone del nero · g8 pedone del nero · h8 pedone del nero · a7 torre del nero · b7 alfiere del nero · c7 cavallo del nero · d7 re del nero · e7 donna del nero · f7 alfiere del nero · g7 cavallo del nero · h7 torre del nero · c6 croce nera · f6 croce nera · c3 croce nera · f3 croce nera · a2 torre del bianco · b2 alfiere del bianco · c2 cavallo del bianco · d2 donna del bianco · e2 re del bianco · f2 pedone del bianco · g2 pedone del bianco · h2 pedone del bianco · a1 cavallo del bianco · b1 alfiere del bianco · c1 torre del bianco · d1 pedone del bianco · e1 pedone del bianco · f1 pedone del bianco · g1 pedone del bianco · h1 pedone del bianco | a8 pedone del nero · b8 pedone del nero · c8 pedone del nero · d8 pedone del nero · e8 pedone del nero · f8 pedone del nero · g8 pedone del nero · h8 pedone del nero · a7 torre del nero · b7 alfiere del nero · c7 cavallo del nero · d7 re del nero · e7 donna del nero · f7 alfiere del nero · g7 cavallo del nero · h7 torre del nero · c6 croce nera · f6 croce nera · c3 croce nera · f3 croce nera · a2 torre del bianco · b2 alfiere del bianco · c2 cavallo del bianco · d2 donna del bianco · e2 re del bianco · f2 pedone del bianco · g2 pedone del bianco · h2 pedone del bianco · a1 cavallo del bianco · b1 alfiere del bianco · c1 torre del bianco · d1 pedone del bianco · e1 pedone del bianco · f1 pedone del bianco · g1 pedone del bianco · h1 pedone del bianco | 3 |
| 2 | a8 pedone del nero · b8 pedone del nero · c8 pedone del nero · d8 pedone del nero · e8 pedone del nero · f8 pedone del nero · g8 pedone del nero · h8 pedone del nero · a7 torre del nero · b7 alfiere del nero · c7 cavallo del nero · d7 re del nero · e7 donna del nero · f7 alfiere del nero · g7 cavallo del nero · h7 torre del nero · c6 croce nera · f6 croce nera · c3 croce nera · f3 croce nera · a2 torre del bianco · b2 alfiere del bianco · c2 cavallo del bianco · d2 donna del bianco · e2 re del bianco · f2 pedone del bianco · g2 pedone del bianco · h2 pedone del bianco · a1 cavallo del bianco · b1 alfiere del bianco · c1 torre del bianco · d1 pedone del bianco · e1 pedone del bianco · f1 pedone del bianco · g1 pedone del bianco · h1 pedone del bianco | a8 pedone del nero · b8 pedone del nero · c8 pedone del nero · d8 pedone del nero · e8 pedone del nero · f8 pedone del nero · g8 pedone del nero · h8 pedone del nero · a7 torre del nero · b7 alfiere del nero · c7 cavallo del nero · d7 re del nero · e7 donna del nero · f7 alfiere del nero · g7 cavallo del nero · h7 torre del nero · c6 croce nera · f6 croce nera · c3 croce nera · f3 croce nera · a2 torre del bianco · b2 alfiere del bianco · c2 cavallo del bianco · d2 donna del bianco · e2 re del bianco · f2 pedone del bianco · g2 pedone del bianco · h2 pedone del bianco · a1 cavallo del bianco · b1 alfiere del bianco · c1 torre del bianco · d1 pedone del bianco · e1 pedone del bianco · f1 pedone del bianco · g1 pedone del bianco · h1 pedone del bianco | a8 pedone del nero · b8 pedone del nero · c8 pedone del nero · d8 pedone del nero · e8 pedone del nero · f8 pedone del nero · g8 pedone del nero · h8 pedone del nero · a7 torre del nero · b7 alfiere del nero · c7 cavallo del nero · d7 re del nero · e7 donna del nero · f7 alfiere del nero · g7 cavallo del nero · h7 torre del nero · c6 croce nera · f6 croce nera · c3 croce nera · f3 croce nera · a2 torre del bianco · b2 alfiere del bianco · c2 cavallo del bianco · d2 donna del bianco · e2 re del bianco · f2 pedone del bianco · g2 pedone del bianco · h2 pedone del bianco · a1 cavallo del bianco · b1 alfiere del bianco · c1 torre del bianco · d1 pedone del bianco · e1 pedone del bianco · f1 pedone del bianco · g1 pedone del bianco · h1 pedone del bianco | a8 pedone del nero · b8 pedone del nero · c8 pedone del nero · d8 pedone del nero · e8 pedone del nero · f8 pedone del nero · g8 pedone del nero · h8 pedone del nero · a7 torre del nero · b7 alfiere del nero · c7 cavallo del nero · d7 re del nero · e7 donna del nero · f7 alfiere del nero · g7 cavallo del nero · h7 torre del nero · c6 croce nera · f6 croce nera · c3 croce nera · f3 croce nera · a2 torre del bianco · b2 alfiere del bianco · c2 cavallo del bianco · d2 donna del bianco · e2 re del bianco · f2 pedone del bianco · g2 pedone del bianco · h2 pedone del bianco · a1 cavallo del bianco · b1 alfiere del bianco · c1 torre del bianco · d1 pedone del bianco · e1 pedone del bianco · f1 pedone del bianco · g1 pedone del bianco · h1 pedone del bianco | a8 pedone del nero · b8 pedone del nero · c8 pedone del nero · d8 pedone del nero · e8 pedone del nero · f8 pedone del nero · g8 pedone del nero · h8 pedone del nero · a7 torre del nero · b7 alfiere del nero · c7 cavallo del nero · d7 re del nero · e7 donna del nero · f7 alfiere del nero · g7 cavallo del nero · h7 torre del nero · c6 croce nera · f6 croce nera · c3 croce nera · f3 croce nera · a2 torre del bianco · b2 alfiere del bianco · c2 cavallo del bianco · d2 donna del bianco · e2 re del bianco · f2 pedone del bianco · g2 pedone del bianco · h2 pedone del bianco · a1 cavallo del bianco · b1 alfiere del bianco · c1 torre del bianco · d1 pedone del bianco · e1 pedone del bianco · f1 pedone del bianco · g1 pedone del bianco · h1 pedone del bianco | a8 pedone del nero · b8 pedone del nero · c8 pedone del nero · d8 pedone del nero · e8 pedone del nero · f8 pedone del nero · g8 pedone del nero · h8 pedone del nero · a7 torre del nero · b7 alfiere del nero · c7 cavallo del nero · d7 re del nero · e7 donna del nero · f7 alfiere del nero · g7 cavallo del nero · h7 torre del nero · c6 croce nera · f6 croce nera · c3 croce nera · f3 croce nera · a2 torre del bianco · b2 alfiere del bianco · c2 cavallo del bianco · d2 donna del bianco · e2 re del bianco · f2 pedone del bianco · g2 pedone del bianco · h2 pedone del bianco · a1 cavallo del bianco · b1 alfiere del bianco · c1 torre del bianco · d1 pedone del bianco · e1 pedone del bianco · f1 pedone del bianco · g1 pedone del bianco · h1 pedone del bianco | a8 pedone del nero · b8 pedone del nero · c8 pedone del nero · d8 pedone del nero · e8 pedone del nero · f8 pedone del nero · g8 pedone del nero · h8 pedone del nero · a7 torre del nero · b7 alfiere del nero · c7 cavallo del nero · d7 re del nero · e7 donna del nero · f7 alfiere del nero · g7 cavallo del nero · h7 torre del nero · c6 croce nera · f6 croce nera · c3 croce nera · f3 croce nera · a2 torre del bianco · b2 alfiere del bianco · c2 cavallo del bianco · d2 donna del bianco · e2 re del bianco · f2 pedone del bianco · g2 pedone del bianco · h2 pedone del bianco · a1 cavallo del bianco · b1 alfiere del bianco · c1 torre del bianco · d1 pedone del bianco · e1 pedone del bianco · f1 pedone del bianco · g1 pedone del bianco · h1 pedone del bianco | a8 pedone del nero · b8 pedone del nero · c8 pedone del nero · d8 pedone del nero · e8 pedone del nero · f8 pedone del nero · g8 pedone del nero · h8 pedone del nero · a7 torre del nero · b7 alfiere del nero · c7 cavallo del nero · d7 re del nero · e7 donna del nero · f7 alfiere del nero · g7 cavallo del nero · h7 torre del nero · c6 croce nera · f6 croce nera · c3 croce nera · f3 croce nera · a2 torre del bianco · b2 alfiere del bianco · c2 cavallo del bianco · d2 donna del bianco · e2 re del bianco · f2 pedone del bianco · g2 pedone del bianco · h2 pedone del bianco · a1 cavallo del bianco · b1 alfiere del bianco · c1 torre del bianco · d1 pedone del bianco · e1 pedone del bianco · f1 pedone del bianco · g1 pedone del bianco · h1 pedone del bianco | 2 |
| 1 | a8 pedone del nero · b8 pedone del nero · c8 pedone del nero · d8 pedone del nero · e8 pedone del nero · f8 pedone del nero · g8 pedone del nero · h8 pedone del nero · a7 torre del nero · b7 alfiere del nero · c7 cavallo del nero · d7 re del nero · e7 donna del nero · f7 alfiere del nero · g7 cavallo del nero · h7 torre del nero · c6 croce nera · f6 croce nera · c3 croce nera · f3 croce nera · a2 torre del bianco · b2 alfiere del bianco · c2 cavallo del bianco · d2 donna del bianco · e2 re del bianco · f2 pedone del bianco · g2 pedone del bianco · h2 pedone del bianco · a1 cavallo del bianco · b1 alfiere del bianco · c1 torre del bianco · d1 pedone del bianco · e1 pedone del bianco · f1 pedone del bianco · g1 pedone del bianco · h1 pedone del bianco | a8 pedone del nero · b8 pedone del nero · c8 pedone del nero · d8 pedone del nero · e8 pedone del nero · f8 pedone del nero · g8 pedone del nero · h8 pedone del nero · a7 torre del nero · b7 alfiere del nero · c7 cavallo del nero · d7 re del nero · e7 donna del nero · f7 alfiere del nero · g7 cavallo del nero · h7 torre del nero · c6 croce nera · f6 croce nera · c3 croce nera · f3 croce nera · a2 torre del bianco · b2 alfiere del bianco · c2 cavallo del bianco · d2 donna del bianco · e2 re del bianco · f2 pedone del bianco · g2 pedone del bianco · h2 pedone del bianco · a1 cavallo del bianco · b1 alfiere del bianco · c1 torre del bianco · d1 pedone del bianco · e1 pedone del bianco · f1 pedone del bianco · g1 pedone del bianco · h1 pedone del bianco | a8 pedone del nero · b8 pedone del nero · c8 pedone del nero · d8 pedone del nero · e8 pedone del nero · f8 pedone del nero · g8 pedone del nero · h8 pedone del nero · a7 torre del nero · b7 alfiere del nero · c7 cavallo del nero · d7 re del nero · e7 donna del nero · f7 alfiere del nero · g7 cavallo del nero · h7 torre del nero · c6 croce nera · f6 croce nera · c3 croce nera · f3 croce nera · a2 torre del bianco · b2 alfiere del bianco · c2 cavallo del bianco · d2 donna del bianco · e2 re del bianco · f2 pedone del bianco · g2 pedone del bianco · h2 pedone del bianco · a1 cavallo del bianco · b1 alfiere del bianco · c1 torre del bianco · d1 pedone del bianco · e1 pedone del bianco · f1 pedone del bianco · g1 pedone del bianco · h1 pedone del bianco | a8 pedone del nero · b8 pedone del nero · c8 pedone del nero · d8 pedone del nero · e8 pedone del nero · f8 pedone del nero · g8 pedone del nero · h8 pedone del nero · a7 torre del nero · b7 alfiere del nero · c7 cavallo del nero · d7 re del nero · e7 donna del nero · f7 alfiere del nero · g7 cavallo del nero · h7 torre del nero · c6 croce nera · f6 croce nera · c3 croce nera · f3 croce nera · a2 torre del bianco · b2 alfiere del bianco · c2 cavallo del bianco · d2 donna del bianco · e2 re del bianco · f2 pedone del bianco · g2 pedone del bianco · h2 pedone del bianco · a1 cavallo del bianco · b1 alfiere del bianco · c1 torre del bianco · d1 pedone del bianco · e1 pedone del bianco · f1 pedone del bianco · g1 pedone del bianco · h1 pedone del bianco | a8 pedone del nero · b8 pedone del nero · c8 pedone del nero · d8 pedone del nero · e8 pedone del nero · f8 pedone del nero · g8 pedone del nero · h8 pedone del nero · a7 torre del nero · b7 alfiere del nero · c7 cavallo del nero · d7 re del nero · e7 donna del nero · f7 alfiere del nero · g7 cavallo del nero · h7 torre del nero · c6 croce nera · f6 croce nera · c3 croce nera · f3 croce nera · a2 torre del bianco · b2 alfiere del bianco · c2 cavallo del bianco · d2 donna del bianco · e2 re del bianco · f2 pedone del bianco · g2 pedone del bianco · h2 pedone del bianco · a1 cavallo del bianco · b1 alfiere del bianco · c1 torre del bianco · d1 pedone del bianco · e1 pedone del bianco · f1 pedone del bianco · g1 pedone del bianco · h1 pedone del bianco | a8 pedone del nero · b8 pedone del nero · c8 pedone del nero · d8 pedone del nero · e8 pedone del nero · f8 pedone del nero · g8 pedone del nero · h8 pedone del nero · a7 torre del nero · b7 alfiere del nero · c7 cavallo del nero · d7 re del nero · e7 donna del nero · f7 alfiere del nero · g7 cavallo del nero · h7 torre del nero · c6 croce nera · f6 croce nera · c3 croce nera · f3 croce nera · a2 torre del bianco · b2 alfiere del bianco · c2 cavallo del bianco · d2 donna del bianco · e2 re del bianco · f2 pedone del bianco · g2 pedone del bianco · h2 pedone del bianco · a1 cavallo del bianco · b1 alfiere del bianco · c1 torre del bianco · d1 pedone del bianco · e1 pedone del bianco · f1 pedone del bianco · g1 pedone del bianco · h1 pedone del bianco | a8 pedone del nero · b8 pedone del nero · c8 pedone del nero · d8 pedone del nero · e8 pedone del nero · f8 pedone del nero · g8 pedone del nero · h8 pedone del nero · a7 torre del nero · b7 alfiere del nero · c7 cavallo del nero · d7 re del nero · e7 donna del nero · f7 alfiere del nero · g7 cavallo del nero · h7 torre del nero · c6 croce nera · f6 croce nera · c3 croce nera · f3 croce nera · a2 torre del bianco · b2 alfiere del bianco · c2 cavallo del bianco · d2 donna del bianco · e2 re del bianco · f2 pedone del bianco · g2 pedone del bianco · h2 pedone del bianco · a1 cavallo del bianco · b1 alfiere del bianco · c1 torre del bianco · d1 pedone del bianco · e1 pedone del bianco · f1 pedone del bianco · g1 pedone del bianco · h1 pedone del bianco | a8 pedone del nero · b8 pedone del nero · c8 pedone del nero · d8 pedone del nero · e8 pedone del nero · f8 pedone del nero · g8 pedone del nero · h8 pedone del nero · a7 torre del nero · b7 alfiere del nero · c7 cavallo del nero · d7 re del nero · e7 donna del nero · f7 alfiere del nero · g7 cavallo del nero · h7 torre del nero · c6 croce nera · f6 croce nera · c3 croce nera · f3 croce nera · a2 torre del bianco · b2 alfiere del bianco · c2 cavallo del bianco · d2 donna del bianco · e2 re del bianco · f2 pedone del bianco · g2 pedone del bianco · h2 pedone del bianco · a1 cavallo del bianco · b1 alfiere del bianco · c1 torre del bianco · d1 pedone del bianco · e1 pedone del bianco · f1 pedone del bianco · g1 pedone del bianco · h1 pedone del bianco | 1 |
|   | a | b | c | d | e | f | g | h |   |

|    | |    |    |    |    |    |    |
|    | \| \| \| \| \| \| \| \| \| \| \| \| \| \| \| \| \| \| \| \| \| \| \| \| \| \| \| \| \| \| \| \| \| \| \| \| \| \| \| \| \| \| \| \| \| \| \| \| \| \| \| \| \| \| \| \| \| \| \| \| \| \| \| \| \| \| \| \| \| \| \| \| |    |    |    |    |    |    |
|    | |    |    |    |    |    |    |
| a8 | b8 | c8 | d8 | e8 | f8 | g8 | h8 |
| a7 | b7 | c7 | d7 | e7 | f7 | g7 | h7 |
| a6 | b6 | c6 | d6 | e6 | f6 | g6 | h6 |
| a5 | b5 | c5 | d5 | e5 | f5 | g5 | h5 |
| a4 | b4 | c4 | d4 | e4 | f4 | g4 | h4 |
| a3 | b3 | c3 | d3 | e3 | f3 | g3 | h3 |
| a2 | b2 | c2 | d2 | e2 | f2 | g2 | h2 |
| a1 | b1 | c1 | d1 | e1 | f1 | g1 | h1 |

| a8 | b8 | c8 | d8 | e8 | f8 | g8 | h8 |
| a7 | b7 | c7 | d7 | e7 | f7 | g7 | h7 |
| a6 | b6 | c6 | d6 | e6 | f6 | g6 | h6 |
| a5 | b5 | c5 | d5 | e5 | f5 | g5 | h5 |
| a4 | b4 | c4 | d4 | e4 | f4 | g4 | h4 |
| a3 | b3 | c3 | d3 | e3 | f3 | g3 | h3 |
| a2 | b2 | c2 | d2 | e2 | f2 | g2 | h2 |
| a1 | b1 | c1 | d1 | e1 | f1 | g1 | h1 |

Scopo del gioco è condurre uno dei propri conigli su una delle case base dell'avversario. Quindi, Oro vince spostando un proprio coniglio sull'ottava riga, Argento vince spostando un proprio coniglio sulla prima riga. Tuttavia, siccome è difficile condurre così lontano un proprio coniglio quando la scacchiera è affollata da tanti pezzi, l'obiettivo intermedio è catturare I pezzi avversari “spingendoli” o “tirandoli” verso le trappole.
Il gioco ha inizio con la scacchiera vuota. Oro piazza i suoi sedici pezzi sulla prima e sulla seconda riga, secondo la configurazione che preferisce. Argento piazza i suoi sedici pezzi, secondo la configurazione che preferisce, sulla settima e sull'ottava riga. Il diagramma a destra mostra un possibile posizionamento iniziale. Dopo che tutti i pezzi sono stati posizionati sulla scacchiera, i giocatori muovono a turno, cominciando da Oro. Un turno è costituito da 1 a 4 mosse.
In ciascuna mossa un proprio pezzo può essere mosso in una casella adiacente libera, cioè di un passo a sinistra, a destra, in avanti o all'indietro, tranne che per i conigli, i quali non possono essere mossi all'indietro. Le mosse di un turno possono essere effettuate da un unico pezzo o da più pezzi, non importa in quale ordine. Un turno, tuttavia, deve condurre a una posizione sulla scacchiera diversa da quella di partenza. Quindi non è possibile, ad esempio, fare un passo avanti ed uno indietro con lo stesso pezzo (ovvero, non è possibile passare il turno). Il terzo diagramma, dà la stessa partita come la posizione iniziale di prima, illustra le restanti regole di movimento.
Un giocatore può utilizzare due mosse del proprio turno per “spostare” un pezzo avversario tramite un proprio pezzo, adiacente a quello da spostare e di questo più forte. Per esempio, un proprio cane può spostare un coniglio o un gatto avversario, ma non un cane, un cavallo, il cammello o l'elefante. Il pezzo più forte può tirare o spingere il più debole pezzo adiacente. Quando tira, il pezzo più forte si sposta in una casella vuota, e la sua casella di partenza viene occupata dal pezzo più debole. L'elefante argento in d5 può muoversi in d4 (o c5 o e5) e tirare il cavallo oro da d6 a d5. Quando è spinto, il pezzo più debole viene spostato verso una casella adiacente libera, e la sua casella di partenza viene occupata dal pezzo più forte. L'elefante oro in d3 può spingere il coniglio argento in d2 verso e2, e dopo occupare d2. Si noti che il coniglio in d2 non può essere spinto verso d1, c2, o d3, poiché queste caselle non sono vuote.
I pezzi non possono essere spostati da pezzi dello stesso colore. Inoltre, un pezzo non può spingere e tirare contemporaneamente. Per esempio, l'elefante oro in d3 non può contemporaneamente spingere il coniglio argento in d2 verso e2 e tirare il coniglio argento in c3 verso d3. Un elefante non può mai essere spostato, poiché non c'è nessun pezzo avversario più forte di lui. Un pezzo adiacente ad un pezzo avversario più forte è congelato, a meno che non sia adiacente anche ad un pezzo del proprio colore.
I pezzi congelati non possono essere mossi dal giocatore, ma possono essere spostati dall'avversario. Un pezzo congelato può a sua volta congelarne uno più debole. Il coniglio argento in a7 è congelato, mentre quello in d2 può muoversi, poiché è adiacente ad un altro pezzo argento. Analogamente, il coniglio oro in b7 è congelato, mentre il gatto oro in c1 non lo è. I cani in a6 e b6 non si congelano reciprocamente poiché hanno pari forza. Un elefante non può essere congelato, poiché non c'è nessun pezzo più forte di lui; tuttavia, un elefante può essere bloccato.
Un pezzo che accede ad una trappola viene catturato e rimosso dal gioco, a meno che esso non sia adiacente ad un pezzo dello stesso colore. Se il turno è di Argento, egli può catturare il cavallo oro in d6 spingendolo verso c6 con l'elefante in d5. Un pezzo che si trova su una trappola viene catturato se tutti i pezzi adiacenti del suo stesso colore vengono spostati. In questo modo, se il coniglio argento in c4 ed il cavallo argento in c2 vengono spostati, volontariamente o dall'avversario, il coniglio argento in c3 verrà catturato e rimosso dalla scacchiera.
Si noti che un pezzo può essere posto volontariamente in una trappola, anche se ciò ne implica la cattura. In più, la mossa che tira un pezzo avversario va sempre completata, anche se il pezzo che le ha dato inizio è stato catturato nella sua prima fase. Per esempio, se è il turno di Argento, egli può spostare il coniglio argento da f4 a g4, muovere il cavallo argento da f2 a f3, il che cattura il cavallo, e ancora tirare il coniglio oro da f1 a f2 in quanto parte della mossa del cavallo. Nella posizione del diagramma, se è il turno di Oro, egli può vincere in tre mosse: il cane a6 può spingere il coniglio da a7 ad a8, e quando il cane è in a7 “scongela” il coniglio in b7, che può finalmente giungere in b8, vincendo la partita.
Ci sono altri modi di terminare una partita, oltre a quello appena illustrato. La frequenza con cui essi avvengono, nelle partite tra i primi mille giocatori umani, è riportata tra parentesi.
- (2,1%) Se, all'inizio del turno di un giocatore, nessuna mossa è possibile perché tutti i propri pezzi sono congelati o bloccati, il giocatore di turno perde la partita.
- (0,2%) Se la stessa posizione si ripete tre volte durante turni dello stesso giocatore, il giocatore il cui turno provoca ciò perde la partita. Questa regola prende in considerazione solo le posizioni alla fine di ciascun turno, e non quelle alla fine di ciascuna mossa.
- (0.0%) Se tutti i sedici conigli vengono catturati, la partita è patta. Nei tornei ad eliminazione, nei quali la patta va esclusa, Syed ha stabilito che il giocatore che per primo cattura tutti e otto i conigli avversari vince la partita.

Infine, se un coniglio avversario viene spostato su una casa base e tolto di lì nell'ambito dello stesso turno, la partita continua.